# Алуштинский историко-краеведческий музей
Алу́штинский исто́рико-краеве́дческий музе́й (Краеведческий музей Алушты) — музей истории и культуры Крыма в городе Алушта. В экспозиции представлены исторические, археологические, культурные экспонаты, которые охватывают все эпохи и основные события истории Алушты. В настоящее время организационно является отделом Центрального музея Тавриды.

## История
Впервые музей был открыт в 1923 году. По разным причинам несколько раз был реорганизован, закрывался и открывался вновь. Его фонды при этом передавались в Ялтинский, Бахчисарайский, Крымский краеведческие музеи. В основу современных фондов музея легла коллекция, которая была создана на общественных началах в 1966 году. Музею был выделен небольшой особняк по улице Ленина, 8 в живописном уголке Алушты недалеко от городской набережной на границе Приморского парка. Открытие состоялось 30 марта 1971 года.
Основная деятельность музея посвящена выявлению и сбору археологических, этнографических, документальных и других материалов, которые связаны с историей Алушты и Крыма в целом. Музей обеспечивает их научную обработку, хранение, учёт и экспонирование. На 1 января 2016 года основной фонд Алуштинского историко-краеведческого музея составляет 10 809 единиц хранения. Экспозиция музея рассчитана как на крымчан, так и на гостей полуострова, он принимает групповые экскурсии.

## Основная экспозиция

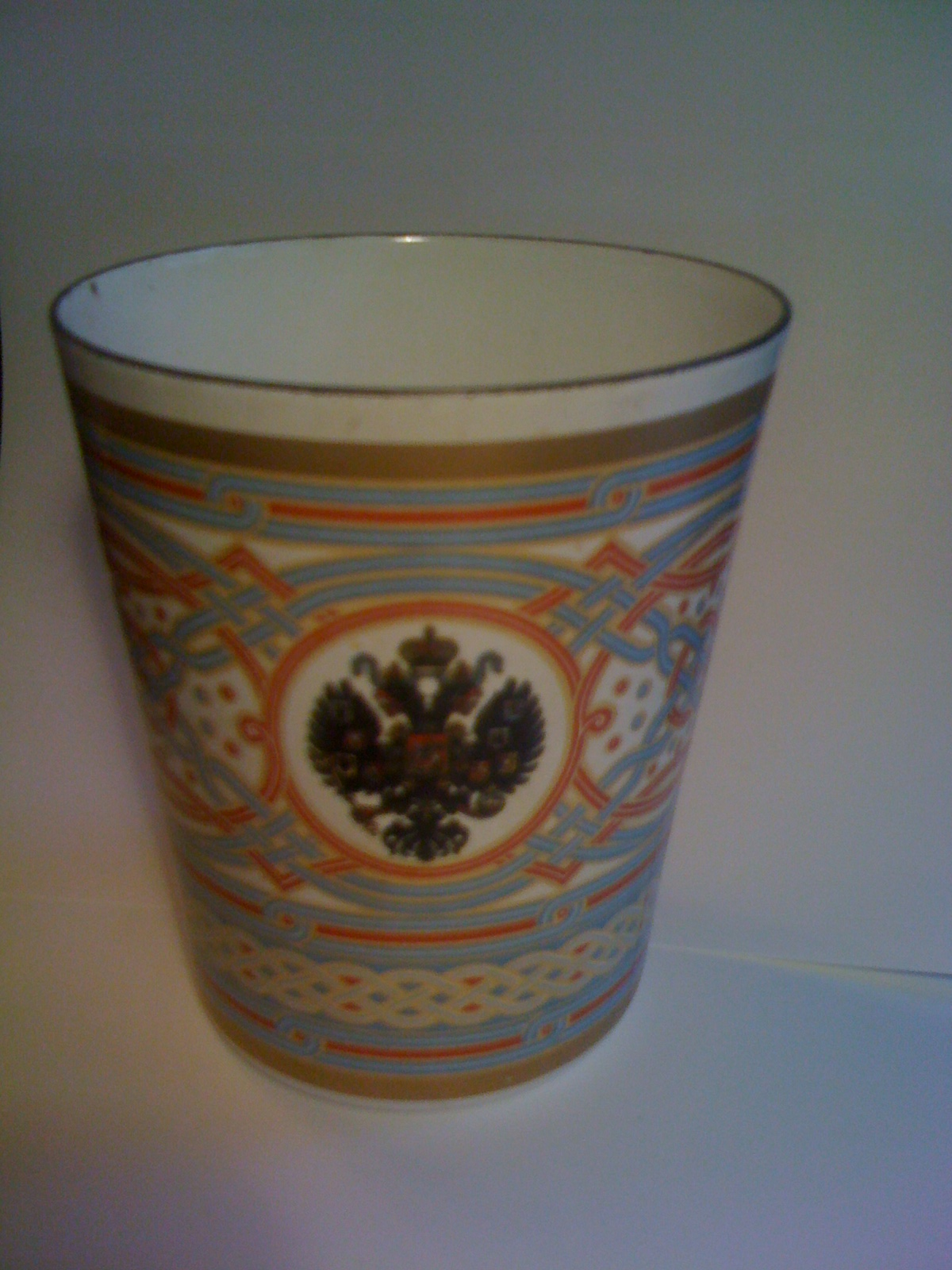
В коллекции музея — подарочная коронационная кружка Николая II (1896), одна из причин Ходынки

Ранним этапам истории Алушты посвящена археологическая часть коллекции. В её составе предметы в широком хронологическом диапазоне с раскопок различных памятников горного и южного Крыма. Экспозиция знакомит посетителей с артефактами обнаруженными археологами в разных местах Алуштинского района, дающими представление о народах древней Тавриды, о возникновении крепости Алустон, об истории христианства, торговых связях и хозяйственной деятельности прибрежных жителей.
Вторая часть экспозиции посвящено истории Крымского ханства и событиями русско-турецких войн. Представлены репродукции портретов исторических личностей, гравюры, картины, копии документов связанных с временем присоединения Крыма к Российской империи, его освоением и развитием городов Новороссийской губернии.
Далее освещается обретение Алуштой статуса города и её развитие как курортного центра в Российской империи и в СССР, события Гражданской и Великой Отечественной войны.
В музее хранятся и личные подборки экспонатов известных людей Алушты: Бекетова Н. Н. академика архитектуры, Колесникова Б. П. геоботаника, члена корреспондента Академии Наук СССР, Коноплева М. Н. доктора медицины, Криштоф Е. Г. писателя-краеведа, Оя Л. В. уроженки Алушты, Грудинкина Г. И. , Яковлева Н. Г. и Старостенко-Шевцовых, Насоновой Э. Т. альпинистки, жительницы Алушты, первой в СССР, которой трижды присвоили статус «Снежного барса»), Радыша Д. М. художника-прикладника и других.
Музей имеет богатую нумизматическую коллекцию из находок Южного берега Крыма и большую коллекцию почтовых фотокарточек XIX—XX веков.

## Выставки
Музей проводит выставки из фондов музеев Крыма и России, вернисажи местных авторов. Также освещаются события, связанные с юбилеями важных жителей Алушты, органов власти, основных предприятий и организаций города, здравниц, учреждений культуры. Например, выставка 2018 года о истории городской полиции представила интересные материалы о деятельности в Алуште сотрудника ВЧК Павла Макарова, реального прототипа героя романа и фильма «Адъютант его превосходительства».